# Accords d'Ottawa

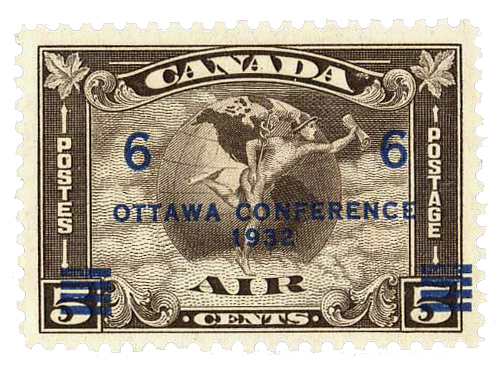
Timbre poste commémoratif canadien des Accords d'Ottawa (1932).

Les Accords d'Ottawa sont des accords commerciaux signés en 1932 et qui suivent la mise en place du statut de Westminster. Ils instaurent la préférence impériale au sein du Commonwealth. Cela correspond d'une part à un régime de droits de douane plus faibles pour les pays membres, et à l'inverse une augmentation de ces droits sur le commerce en provenance ou à destination des pays non membres.
Ce régime était réclamé depuis longue date par bon nombre de parlementaires britanniques.

## Les accords comme réponse à la crise
Durant la Grande dépression des années 30 qui touche majoritairement l'Amérique, l'Europe et le Japon, les États adoptent des mesures protectionnistes et se tournent vers un repli national de leurs économies.
Le Royaume-Uni, met fin au libre-échange en 1932 avec l'Import Duties Act et poursuit le principe de traitement préférentiel avec les accords d'Ottawa ayant pour objectif de favoriser les échanges au sein de l'empire.
Ils permettent notamment de consolider la zone sterling, de garantir le paiement des dettes coloniales ainsi que d'offrir des débouchés pour l'industrie anglaise. 

### Les mesures principales
- Absence de tarifs douaniers sur les denrées alimentaires au sein de l'Empire
- Abaissement des barrières commerciales sur les produits manufacturés au sein de l'Empire.
- Ouverture du marché britannique aux Dominions
- Augmentation des tarifs douaniers pour les importations de denrées alimentaires et produits manufacturés extérieur à l'Empire.

## Le bilan
Les accords assurent aux Dominions une large part du marché britannique, mais ils ne peuvent empêcher la baisse de la part britannique du marché de l'Empire. 